# Phymatolithon lenormandii
Phymatolithon lenormandii (J.E.Areschoug) W.H.Adey, 1966  é o nome botânico  de uma espécie de algas vermelhas  pluricelulares do gênero Phymatolithon, subfamília Melobesioideae.
- São algas marinhas encontradas na Europa, África, Ásia, Américas, Antárctica e algumas ilhas do Atlântico.

## Sinonímia
= Melobesia lenormandii     J.E. Areschoug, 1852
= Lithophyllum lenormandii     (J.E. Areschoug) Rosanoff, 1866
= Lithophyllum laeve     Strömfelt, 1886
= Lithothamnion squamulosum     Foslie, 1895
= Lithothamnion lenormandii     (J.E. Areschoug) Foslie, 1895
= Lithothamnion lenormandii f. sublaevis     Foslie, 1895
= Lithothamnion lenormandii f. squamulosum     (Foslie) Foslie, 1905
= Lithothamnion annulatum     Foslie, 1906
= Squamolithon lenormandii     (J.E. Areschoug) Heydrich, 1911
= Leptophytum laeve     Adey, 1966